# 新屋町 (境港市)
新屋町（にいやちょう）は、鳥取県境港市の町名。郵便番号は684-0051。

## 地理
市の東南部。町域は北の高松町、誠道町を囲んでL型をなす。弓浜半島の北部に位置し、東は美保湾に面する。

## 歴史
新屋村は江戸期から1889年の村名で、伯耆国会見郡のうち鳥取藩領。支村は砂三軒屋。
宝暦9年に米川の用水堀が開削され、新田開発がすすめられる。水田比率は低く、安永年間に伝来した甘藷が永く農民の主食とされる。明和年間から商品作物として綿栽培が盛んになる。漁業も盛んである。
1889年、町村制の施行により小篠津村、佐斐神村、新屋村が合併して中浜村が成立。新屋は中浜村の大字となる。明治20年代から綿栽培に代わり、桑栽培・養蚕業が主産業になる。
1954年、西伯郡境港町の町名となる。1956年から境港市の町名となる。1981年、一部が麦垣町となる。
産土神は小篠津の日御崎大神宮。小祠8。

## 世帯数と人口
2022年（令和4年）7月31日現在の世帯数と人口は以下の通りである。
| 町丁   | 世帯数  | 人口  |
| ------ | ------- | ----- |
| 新屋町 | 361世帯 | 838人 |

### 人口の変遷
国勢調査等による人口の推移。
| 1960年（昭和35年） | 922人   |  |
| 1980年（昭和55年） | 1,307人 |  |

### 世帯数の変遷
国勢調査等による世帯数の推移。
| 1960年（昭和35年） | 198世帯 |  |
| 1980年（昭和55年） | 345世帯 |  |

## 小・中学校の学区
市立小・中学校に通う場合、学区は以下の通りとなる。
| 番地 | 小学校             | 中学校             |
| ---- | ------------------ | ------------------ |
| 全域 | 境港市立中浜小学校 | 境港市立第二中学校 |

## 経済

### 産業

#### レジャー
- 境港公共マリーナ - ヨットハーバーの他にキャンプ場の営業も行っている。指定管理者は（有）境港三栄マリン[7]
- ビーチバレー場

店・企業
- 岡田商店（スーパーマーケット）
- フィッシングながえや マリーナ店[8]
- エリアワンエンタープライズ 鳥取営業所[9]

ホテル
- ホテルエリアワン境港マリーナ

### 地主
- 地主は米谷勘太郎[10]、米谷光造[11]、米谷雄二などがいた。

### 地価
『西伯之資力 大正11年10月調』によると、地価金200円以上所有者は以下の通り。
- 米谷光造（1997円99銭）[11]
- 米谷勘太郎（1506円93銭[11]、肥料商[12]）
- 宇城敬徳（459円46銭）[11]
- 岡田虎蔵（327円33銭）[11]
- 川尻雪壽（318円69銭）[11]
- 足岡傳九郎（268円69銭）[11]
- 斎藤繁松（212円77銭）[11]
- 橋本吉太郎（207円53銭）[11]

## 交通

### 鉄道
町内に鉄道駅はない。

### 道路
- 国道431号
- 鳥取県道285号米子空港境港停車場線

## 地域

### 健康
医療機関
- 矢島医院（内科・呼吸器内科・消化器内科・アレルギー科）[13]

### 相談
- 安田優子行政書士事務所

### 施設
会館
- 新屋町会館

団体
- 鳥取県セーリング連盟[14]

宗教
- 寄合神社

## 出身・ゆかりのある人物
- 岡田虎蔵（中浜村長）[15]
- 壁三之助（境港市長中村勝治の妻の父、航空自衛官壁祐司朗の実父） - 福井県人で、新屋町に居住した。
- 安田貞栄[16]（境港市長、鳥取県議会議員）
- 安田優子（鳥取県議会議員、境港市議会議員、行政書士） - 鳥取県会議員永井貞録の孫、境港市長・安田貞栄の三女[17]、鳥取県議会議員安田由毅の母。
- 安田共子（日本共産党鳥取県西部地区委員会委員長、境港市議会議員）
- 米谷雄二（中浜村会議員[15]、中浜農協組合長）